# Jaime Terrón
José Jaime Terrón Guijarro (nacido el 30 de abril de 1986 en El Puerto de Santa María, Cádiz) es un cantante español, vocalista del grupo Melocos. A partir de 2014 comienza su carrera en solitario.

## Biografía
Con 3 hermanos y una hermana, Jaime es también conocido por el papel de Teo, un buen estudiante en la serie de HKM, que se emitía en Cuatro.
Estudia enfermería, al igual que sus compañeros de grupo, pero en estos momentos se dedica a la música.
Vive en su ciudad natal, El Puerto de Santa María, Cádiz, a diferencia de sus compañeros, que se han mudado a otros lugares de España.
Los componentes del grupo se conocieron en  el colegio Guadalete, un colegio privado que lleva la dirección espiritual del Opus Dei. A partir de ahí empezaron su trayectoria como grupo, con Jaime a la cabeza.
El 11 de diciembre de 2010, se presenta junto a la cantante mexicana Anahí en Madrid, interpretando juntos el tema «No Te Quiero Olvidar», durante la gira Mi delirio World Tour.
Participó como jurado en varias galas de Operación Triunfo 2011.
Finalmente, tras siete años de actividad, en diciembre de 2013 el grupo anuncia su disolución, que se produce el 22 de febrero de 2014, organizando un gran concierto en Madrid.
En abril de 2015, lanza su primer sencillo en solitario, llamado Tierra, y que pertenecerá a su primer trabajo discográfico.

## Redes sociales
- Jaime Terrón en X (antes Twitter)
- Jaime Terrón en Facebook